# Rathaus Gournay-sur-Marne

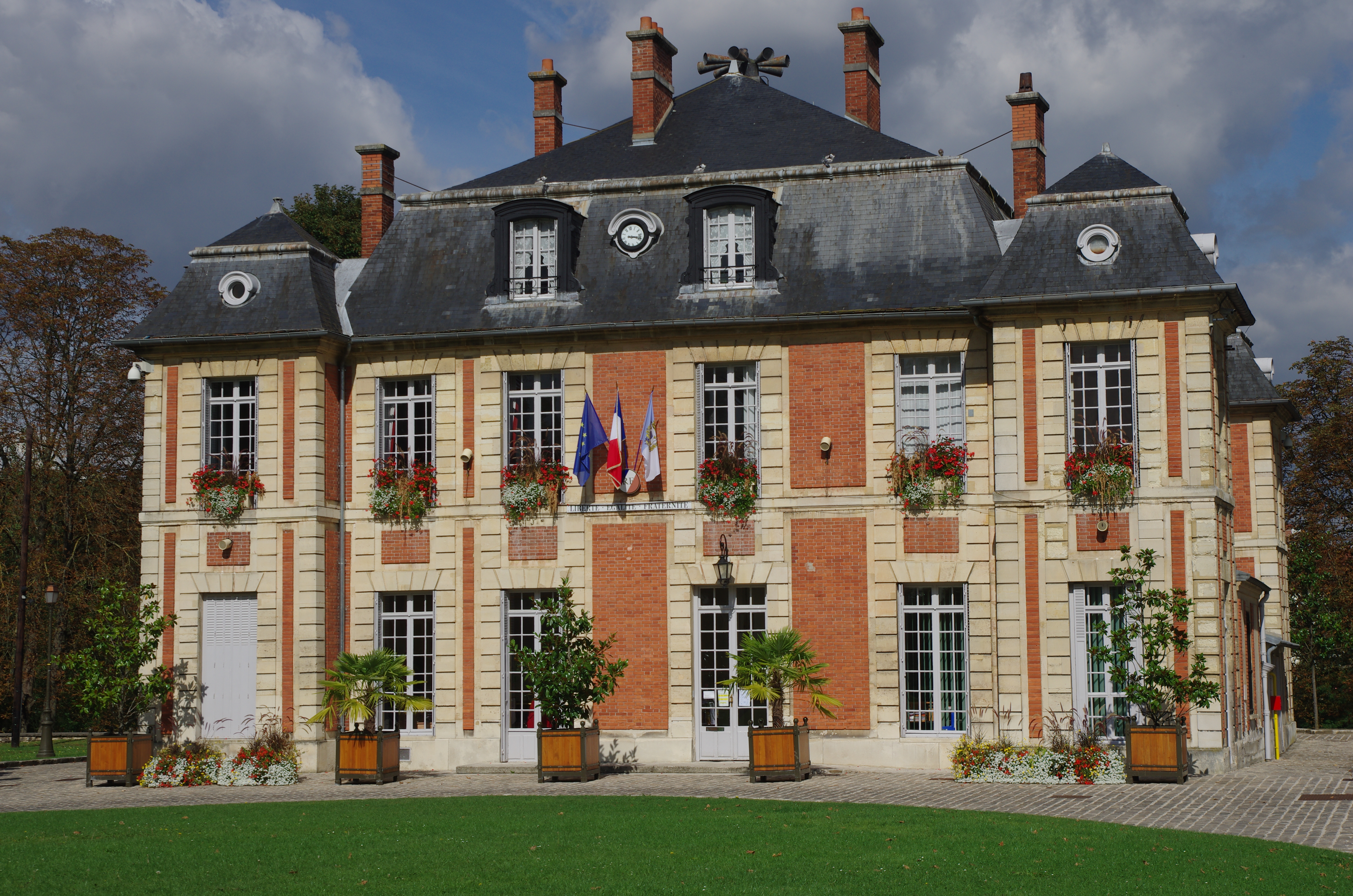
Rathaus in Gournay-sur-Marne

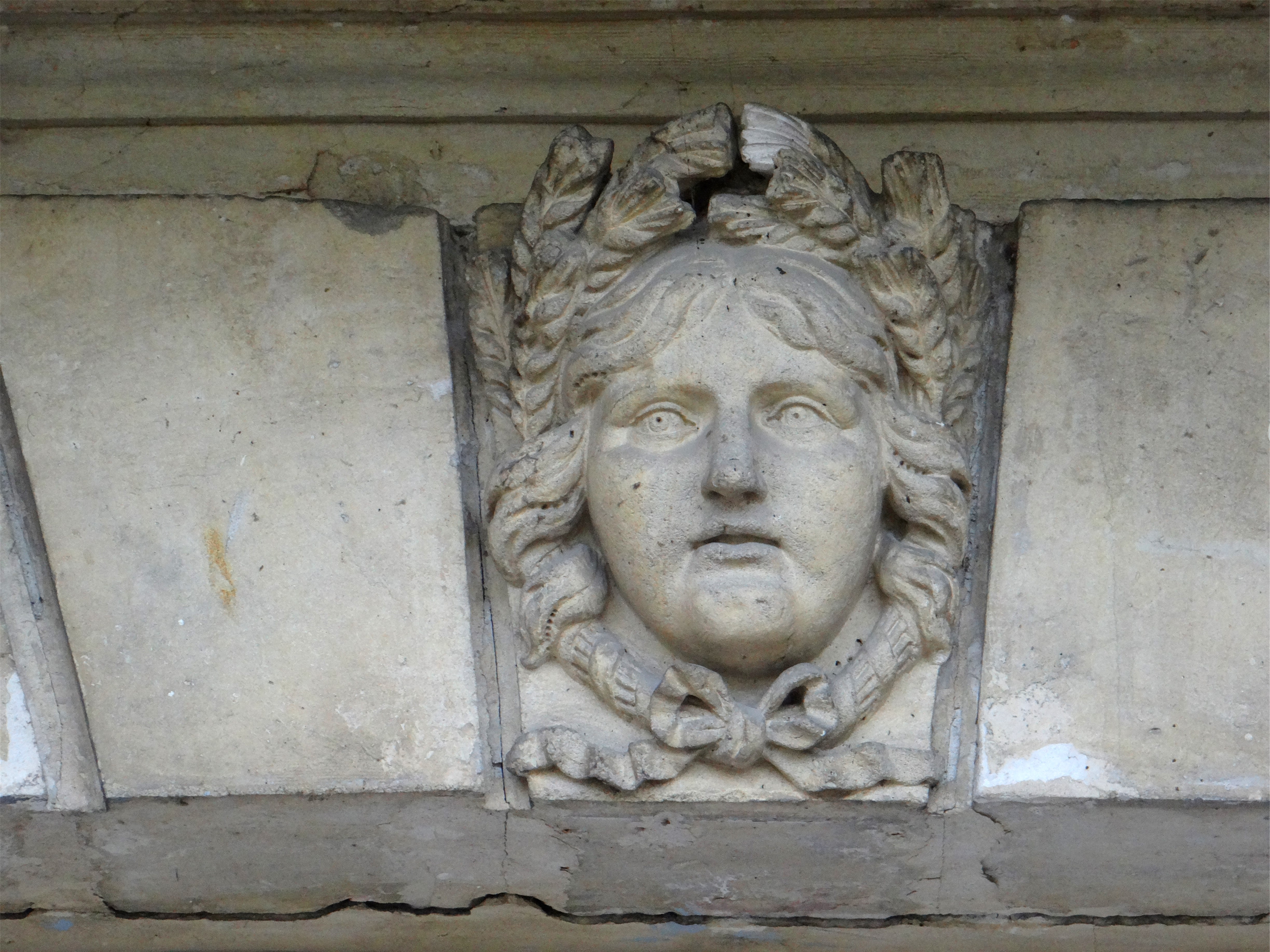
Maskaron an der Fassade

Das Rathaus (französisch Mairie) in Gournay-sur-Marne, einer französischen Gemeinde im Département Seine-Saint-Denis in der Region Île-de-France, wurde 1670 errichtet. Das Rathaus steht seit 1945 als Monument historique auf der Liste der Baudenkmäler in Frankreich.
Der zweigeschossige Bau, ein ehemaliges Schloss, wurde 1925 von der Gemeinde gekauft und wird seitdem als Verwaltungssitz genutzt. In den Nebengebäuden befindet sich die École maternelle (Vorschule).
Der Schlosspark wurde nach dem Kauf durch die Gemeinde öffentlich zugänglich.